# Mother Earth (Album)
Mother Earth (englisch für „Mutter Erde“) ist das zweite Album der niederländischen Symphonic-Metal-Band Within Temptation. Es wurde am 4. Dezember 2000 veröffentlicht.
Im Januar 2003 wurde das Album mit etwas veränderter Titelliste und neuem Cover in Deutschland und den deutschen Nachbarländern sowie im September 2004 auch in Großbritannien erneut veröffentlicht.

## Musikstil
Mother Earth unterscheidet sich deutlich von seinem Vorgänger Enter und dem nachfolgenden Album The Silent Force. Es singt fast nur die Sängerin Sharon den Adel, der Gitarrist Robert Westerholt ist nur in zwei Liedern als Sänger zu hören. Insgesamt rückt die Band vom Growling ab und bewegt sich eher in Richtung Rock. Wichtige Elemente hierbei sind die Gitarren und der Einsatz des Schlagzeuges. Typisch für dieses Album ist auch die hohe Gesangsstimme der Sängerin.

## Titelliste
1. Mother Earth – 5:29
2. Ice Queen – 5:20
3. Our Farewell – 5:18
4. Caged – 5:47
5. The Promise – 8:00
6. Never-Ending Story – 4:02
7. Deceiver of Fools – 7:35
8. Intro – 1:06
9. Dark Wings – 4:14
10. In Perfect Harmony – 6:58

### Bonustitel
1. World of Make Believe – 4:47 (2001)
2. Restless – 4:43 (2003)
3. Bittersweet – 3:21 (2003)
4. Enter (Live) – 6:39 (2003)
5. The Dance (Live) – 4:53 (2003)

Die zwei Live-Mitschnitte wurden 1998 in Utrecht aufgenommen, alle anderen Titel im Jahr 2000 im Studio RS 29.

## Erfolge
Das Album wurde im Heimatland der Formation schnell ein großer Erfolg: Dort erreichte es dreifachen Platin-Status. Auch in Deutschland und Belgien wurde der Platin- bzw. Gold-Status erlangt. Insgesamt wurden in Europa etwa 350.000 Exemplare verkauft.

## Bedeutung der Songtexte
Die meist mystisch anmutenden Texte handeln von dem Bösen und der Dunkelheit, denen man sich nicht einfach hingeben sollte, sondern gegen die man ankämpfen müsse. Der Natur wird ebenso eine nicht geringe Bedeutung zugemessen: In Mother Earth geht es um Mutter Natur. Diese wird als stärker als der Mensch beschrieben. Ice Queen handelt von der zerstörerischen Kraft des Winters. In In Perfect Harmony wird die Geschichte eines Jungen erzählt, der in der Natur groß wird und so in Einklang mit ihr lebt.
Weitere Schwerpunkte sind unter anderem Eifersucht und Tod.

## Singleauskopplungen
Die erste Singleauskopplung des Albums war Our Farewell am 22. Januar 2001. Es folgten Ice Queen am 12. Mai 2003 und Mother Earth am 13. Oktober 2003 (Ice Queen und Mother Earth wurden in den Niederlanden bereits am 28. Juni 2001 bzw. 8. Mai 2002 veröffentlicht).
Vor allem die Single Ice Queen verhalf der Band zu großer Bekanntheit und Erfolg. In den Niederlanden errang sie Platz zwei der Charts.

## Videoalbum
Auf die Neuveröffentlichung im Jahre 2003 folgte noch im selben Jahr die Doppel-DVD Mother Earth Tour. Sie enthält zusätzlich zu den CD-Titeln drei Musikvideos („Mother Earth“, „Ice Queen“ und „The Dance“) sowie zahlreiche Live-Mitschnitte von Konzerten und Interviews, Making-ofs und anderes Backstagematerial.